# Néphrite (médecine)
Cet article concerne la maladie. Pour la roche, voir Néphrite (roche).
La néphrite est une inflammation du rein (du grec : nephro-, le rein, et -itis, inflammation). Les deux principales causes de néphrite sont les infections ou les maladies auto-immunes.
Le rein permet l'élimination de certains déchets toxiques, et participe à l'équilibre hydroélectrolytique et acido-basique. Pour cela il agit comme un filtre et réabsorbe la plus grande partie du liquide filtré, le reste constituant l'urine. En cas de néphrite, des toxines, des molécules qui devraient normalement être éliminées car représentant un danger pour l'organisme, s'accumulent dans le sang ainsi que d'autres éléments comme l'urée et la créatinine. D'autres éléments, tels les cellules sanguines et les protéines, ne sont pas retenus par le filtre sanguin. Ainsi, un des symptômes d'une néphrite est une protéinurie, c'est-à-dire la présence de protéines dans l'urine.
La néphrite, à court ou moyen terme, peut provoquer une insuffisance rénale.
La gravité est fonction de l'étiologie (la cause) de la néphrite. Dans les néphrites auto-immunes, le traitement fait appel aux immunosuppresseurs et aux corticostéroïdes.

### Articles liés
- Urologie
- Glomérulonéphrite lupique
- Maladie des anticorps anti-membrane basale glomérulaire